# Clyde Kluckhohn
Clyde Kay Maben Kluckhohn, född 11 januari 1905 i Le Mars, död 28 juli 1960 i Santa Fe, New Mexico, var en amerikansk antropolog.
Clyde Kluckhohn blev assistant professor vid Harvard University 1937, associate professor 1940 och professor 1946. Kluckhohn gjorde forskningsexpeditioner till olika indianstammar, särskilt navajo- och hopiindianerna. Han var en av de ledande representanterna bland de amerikanska antropologerna för metoden att studera personlighetens utveckling under kulturens påverkan. Därför studerade han särskilt indianbarnens anpassningsprocess till indiansamhället. Tillsammans med Dorothea Leighton utgav han The Navaho (1946) och Children of the people (1947). I Mirror for man (1949, svensk översättning 1950) använde han sin antropologiska metod för en analys av den moderna civilisationen. Tillsammans med Henry A. Murray utgav han Personality in nature, society, and culture (1948).